# Andineptus delectus
Andineptus delectus är en mångfotingart som beskrevs av Chamberlin 1941. Andineptus delectus ingår i släktet Andineptus och familjen Spirostreptidae. Inga underarter finns listade i Catalogue of Life.